# Fantezie întunecată

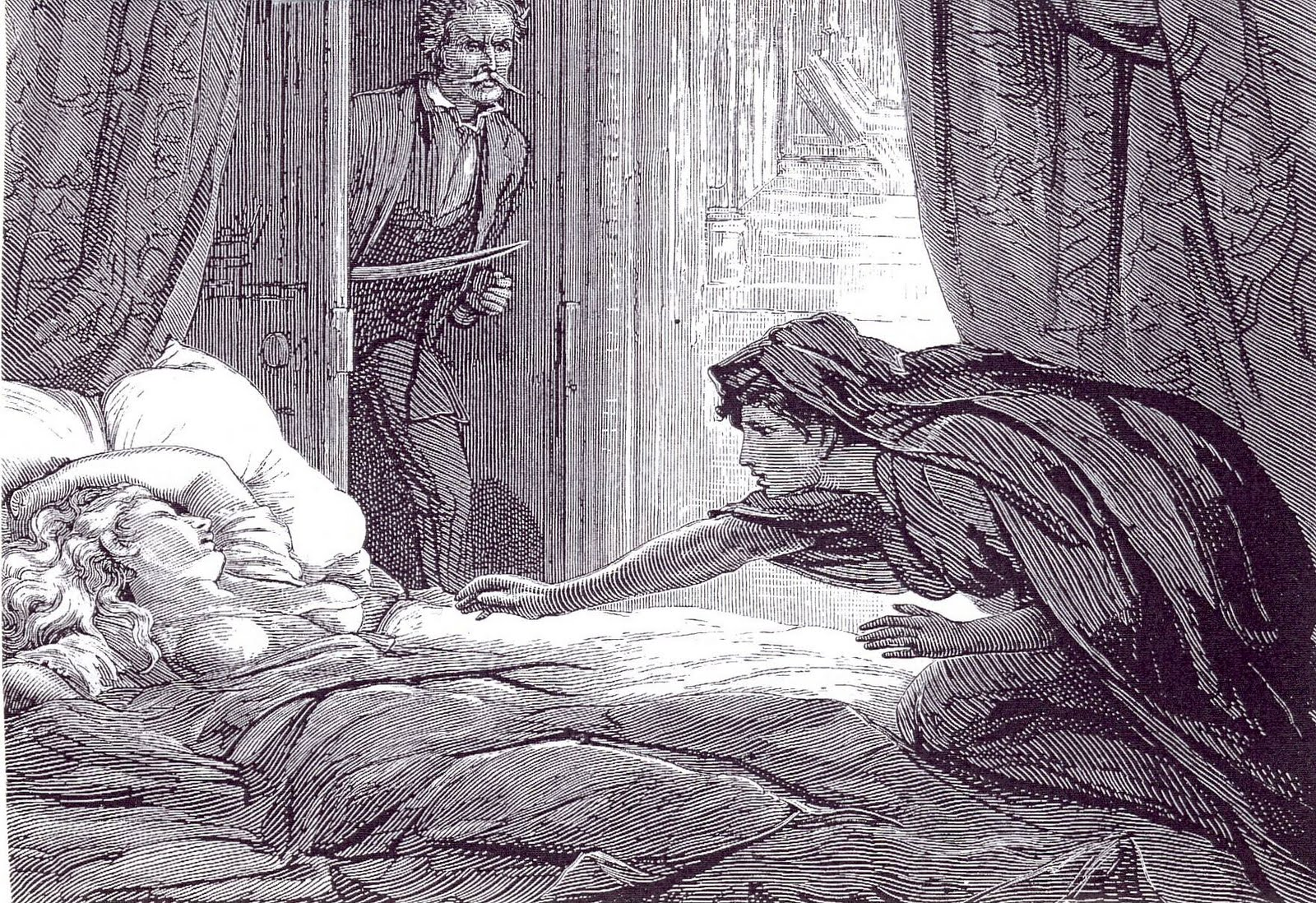
O ilustrație pentru nuvela gotică Carmilla de Joseph Sheridan Le Fanu. Vampirii sunt printre cele mai populare subiecte ale fanteziei întunecate

(Genul) Fantezie întunecată (din engleză Dark fantasy) este un termen folosit pentru a descrie o poveste de fantezie care conține elemente pronunțate de groază. Vampirii sunt printre cele mai populare subiecte ale fanteziei întunecate. 

## Creatori ai genului
precursori:
- Robert E. Howard
- Michael Moorcock
- H. P. Lovecraft

creatori:
- Clark Ashton Smith

anii 1980 :
- Glen Cook
- Stephen King

anii 1990 :
- George R. R. Martin

## Exemple

### Literatură
- Carmilla - o nuvelă gotică de Joseph Thomas Sheridan Le Fanu din 1872

### Film
- Albă ca zăpada, o poveste întunecată (1997)
- Dracula: Povestea nespusă (2014)
- Legenda (1985)
- Van Helsing  (2004)
- Labirintul lui Pan (2006)
- Infernul lui Dante (2010)

### Jocuri video
- Quake (1996) - inspirat parțial din scrierile lui H.P. Lovecraft

### TV
- Grimm (2011-2017)
- Van Helsing  (2016-prezent)

### Anime și manga
- Attack on Titan (2009-2021)
- Berserk (1989-prezent)
- Death Note (2003-2006)